# Pueblo Nuevo (Texas)
Pour les articles homonymes, voir Pueblo Nuevo.
Pueblo Nuevo est une census-designated place située dans le comté de Webb, dans l’État du Texas, aux États-Unis. Sa population s’élevait à 521 habitants lors du recensement de 2010.